# DFB-Ligapokal 2004
Den DFB-Ligapokal 2004 war die neunte Auflage des Wettbewerbs. Teilnehmer waren die ersten fünf Mannschaften der vergangenen Bundesligasaison, einschließlich des Double Gewinners Werder Bremen und der neunte Hansa Rostock, da die Mannschaften von Platz 6 bis 8 im UI-Cup spielten. Der FC Bayern München gewann durch ein 3:2 gegen Werder Bremen im Finale von Mainz. Beste Torschützen des Wettbewerbs waren mit je zwei Treffern Michael Ballack und Sebastian Deisler von Bayern München, Cacau vom VfB Stuttgart und Ivan Klasnic von Werder Bremen.

## Turnierverlauf

### Vorrundenspiele
| Datum                      |                     | Ergebnis              |               | Ort                            |
| -------------------------- | ------------------- | --------------------- | ------------- | ------------------------------ |
| 21. Juli 2004 um 20:00 Uhr | Bayer 04 Leverkusen | 1:1 (1:1) (4:3 i. E.) | Hansa Rostock | Ernst-Abbe-Sportfeld, Jena     |
| 22. Juli 2004 um 18:00 Uhr | VfB Stuttgart       | 3:0 (2:0)             | VfL Bochum    | Städtisches Waldstadion, Aalen |

### Halbfinale
| Datum                      |                   | Ergebnis  |                     | Ort                            |
| -------------------------- | ----------------- | --------- | ------------------- | ------------------------------ |
| 28. Juli 2004 um 20:30 Uhr | FC Bayern München | 3:0 (1:0) | Bayer 04 Leverkusen | Lohrheidestadion, Wattenscheid |
| 29. Juli 2004 um 20:30 Uhr | Werder Bremen     | 2:0 (1:0) | VfB Stuttgart       | Emslandstadion, Meppen         |

### Finale
| Paarung           | FC Bayern München – SV Werder Bremen |
| Ergebnis          | 3:2 (2:0) |
| Datum             | 2. August 2004 um 18:00 Uhr |
| Stadion           | Bruchwegstadion, Mainz |
| Zuschauer         | 13.500 |
| Schiedsrichter    | Lutz Michael Fröhlich (Berlin) |
| Tore              | 1:0 Sebastian Deisler (27.) 2:0 Sebastian Deisler (43.) 3:0 Michael Ballack (65.) 3:1 Ivan Klasnic (68.) 3:2 Ismaël (74., Elfmeter) |
| FC Bayern München | Oliver Kahn – Andreas Görlitz, Thomas Linke, Martín Demichelis – Hasan Salihamidžić, Torsten Frings, Michael Ballack, Sebastian Deisler (71. Jens Jeremies), Zé Roberto (46. Lúcio) – Roy Makaay (46. Vahid Haschemian), Roque Santa Cruz Cheftrainer: Felix Magath  |
| SV Werder Bremen  | Andreas Reinke – Petri Pasanen, Valérien Ismaël, Frank Fahrenhorst, Paul Stalteri (46. Ludovic Magnin) – Tim Borowski, Frank Baumann (46. Pekka Lagerblom), Fabian Ernst (83. Nelson Valdez), Johan Micoud – Ivan Klasnić, Miroslav Klose Cheftrainer: Thomas Schaaf |
| Gelbe Karten      | Lúcio – Johan Micoud, Ivan Klasnic |

## Torschützen
| Rang | Spieler                    | Verein              | Tore |
| ---- | -------------------------- | ------------------- | ---- |
| 1    | Michael Ballack            | FC Bayern München   | 2    |
| 1    | Cacau                      | VfB Stuttgart       | 2    |
| 1    | Sebastian Deisler          | FC Bayern München   | 2    |
| 1    | Ivan Klasnić               | Werder Bremen       | 2    |
| 5    | Jan-Ingwer Callsen-Bracker | Bayer 04 Leverkusen | 1    |
| 5    | Torsten Frings             | FC Bayern München   | 1    |
| 5    | Valérien Ismaël            | Werder Bremen       | 1    |
| 5    | Imre Szabics               | VfB Stuttgart       | 1    |
| 5    | Nelson Valdez              | Werder Bremen       | 1    |
| 5    | Zé Roberto                 | FC Bayern München   | 1    |
|      | Sascha Dum                 | Hansa Rostock       | ET   |